# Кечак

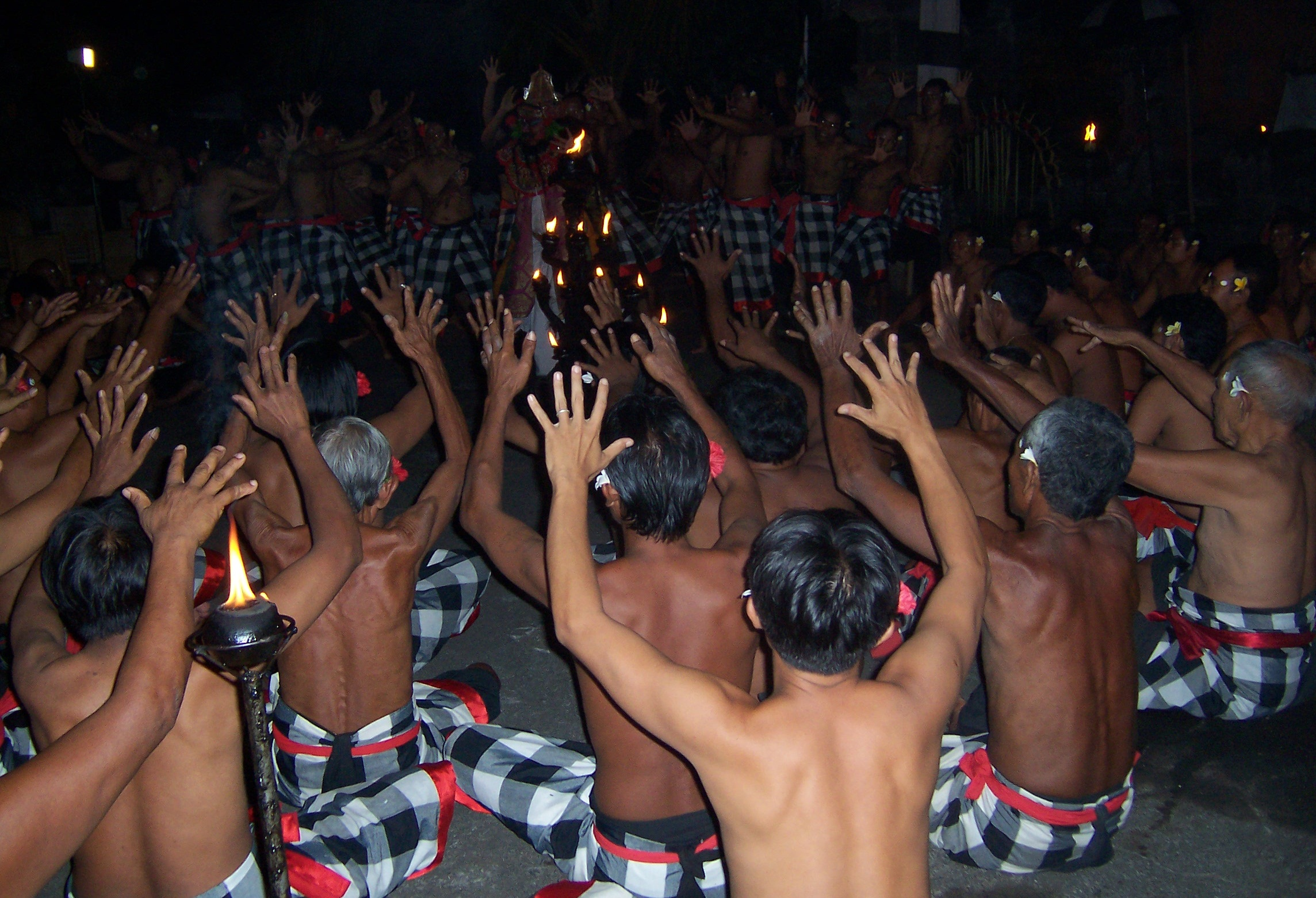
Кечак

Танец ке́чак (индон. Kecak) является формой балийской музыкальной драмы, возникшей в 1930-х годах. Традиционно исполняется группой из 100 или более мужчин, одетых в клетчатые саронги. Танцоры характерно напевают «чак-чак», вскидывают руками, трясут ладонями и т. д. Кечак (другое название которого — «Обезьянья песнь Рамаяны») изображает битву между Рамой, которому помогали обезьяноподобные Ванары, и злым демоном Раваной, описанную в Рамаяне. Корнями танец восходит к трансу и экзорцистским ритуалам. С историей из Рамаяны его соединил только в 1930-х годах немецкий художник и музыкант Вальтер Шпис, который и создал из танца драматическое представление с сюжетом. В дальнейшем Уэйн Лимбак, партнер Шписа, организовал танцевальные труппы и провел многочисленные гастроли, принеся "аутентичному балийскому танцу" мировую известность.

## Кечак в популярной культуре
Прекрасную видеосъёмку кечака содержит популярный фильм Барака (1992).
Кечак также исполнялся в фильме Тарсема Сингха «Запределье» (2006) и в эротическом фильме 1975 года Эммануэль 2.
Существуют также коммерческие аудиозаписи.